# Julie Vollertsen
Julie Jo Vollertsen, po mężu  Melli (ur. 18 marca 1959 w Syracuse w stanie Nebraska) – amerykańska siatkarka, medalistka igrzysk olimpijskich i mistrzostw świata.

## Kariera reprezentacyjna
Vollertsen była w składach reprezentacji Stanów Zjednoczonych, która zdobyła złoty medal na Mistrzostwach Ameryki Północnej, Środkowej i Karaibów w 1983 w Indianapolis, brąz na mistrzostwach świata 1982 w Peru oraz srebro na Igrzyskach Panamerykańskich 1983 w Caracas. Wystąpiła na igrzyskach olimpijskich 1984 w Los Angeles. Zagrała wówczas we wszystkich trzech meczach fazy grupowej, wygranym półfinale z Peru i przegranym finale z Chinkami.

## Kariera klubowa
Po zakończeniu kariery reprezentacyjnej Vollertsen grała w siatkówkę we Włoszech. Lata 1988–1991 spędziła we włoskim klubie Reggio Emilia, z którym czterokrotnie kończyła rozgrywki Serie A1 w najlepszej czwórce (2. miejsce w sezonie 1984/1985, 3. miejsca w 1985/1986 i 1987/1988 oraz 4. w 1986/1987). W Pucharze Challenge tryumfowała z tym zespołem w sezonie 1985/1986 i zajęła 2. miejsce w sezonie 1987/1988. Zdobyła również wicemistrzostwo w Pucharze CEV w 1987.

## Życie prywatne
W Reggio nell’Emilia, gdzie mieszkała poznała swojego przyszłego męża Leopoldo Melli. Ich synowie Enrico i Nicolò grają zawodowo w koszykówkę.
W 2009 została wybrana wiceprezydentem lokalnych struktur Włoskiego Narodowego Komitetu Olimpijskiego. W 2013  ponownie została mianowana do tej roli na trzyletnią kadencję.